# Towarzystwo Gimnastyczne „Sokół” w Myszkowie

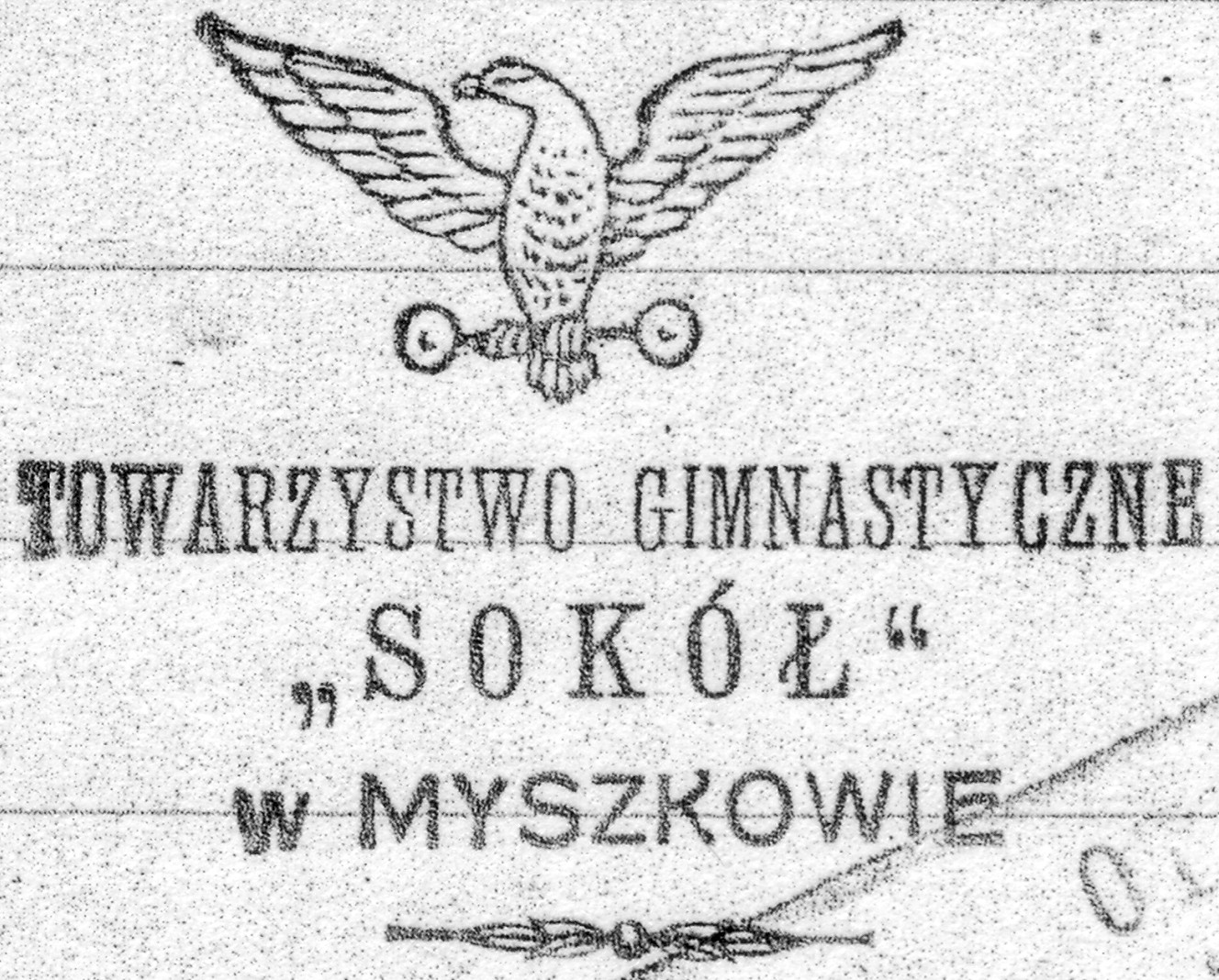
Pieczęć Towarzystwa Gimnastycznego „Sokół” w Myszkowie z okresu II Rzeczypospolitej

Towarzystwo Gimnastyczne „Sokół” w Myszkowie – gniazdo Polskiego Towarzystwa Gimnastycznego „Sokół”. Pierwsze informacje o istnieniu gniazda w Myszkowie, przynależącego do Okręgu Zagłębia Dąbrowskiego i liczącego 50 członków, dotyczą roku 1906. Później ze względu na represje carskie prawdopodobnie zawiesiło działalność. W II Rzeczypospolitej utworzone od nowa w lipcu 1925 w Myszkowie. W skład Zarządu wchodzili wtedy: prezes - Franciszek Nadrowski, wiceprezes - Konrad Borowski, sekretarz - Adam Czekaliński, skarbnik - Wiktor Kwoka, a członkami Zarządu zostali: ks. proboszcz Jan Kałuża, Władysław Kaczmarczyk i Aleksander Czekaliński. Statut zarejestrowano w 1928. W 1929 do gniazda należało 26 czynnych członków i 16 wspierających - razem 42 osoby, a w 1937 32 osoby. Siedziba znajdowała się w bezpłatnie wynajmowanym lokalu, należącym do myszkowskiej papierni - w „Domu Ludowym”.